# Andrés Martínez (gimnasta)
Andrés Martínez (Valladolid, 2002) es un deportista español que compite en gimnasia en la modalidad de trampolín doble mini.
Ganó tres medallas en el Campeonato Mundial de Gimnasia en Trampolín entre los años 2021 y 2023, y cuatro medallas en el Campeonato Europeo de Gimnasia en Trampolín, en los años 2022 y 2024.

## Palmarés internacional
| Campeonato Mundial | Campeonato Mundial       | Campeonato Mundial | Campeonato Mundial |
| Año                | Lugar                    | Medalla            | Prueba             |
| ------------------ | ------------------------ | ------------------ | ------------------ |
| 2021               | Bakú (Azerbaiyán)        | Medalla de bronce  | Equipo             |
| 2022               | Sofía (Bulgaria)         | Medalla de oro     | Equipo             |
| 2023               | Birmingham (Reino Unido) | Medalla de plata   | Equipo             |
| Campeonato Europeo |                          |                    |                    |
| Año                | Lugar                    | Medalla            | Prueba             |
| 2022               | Rímini (Italia)          | Medalla de oro     | Equipo             |
| 2022               | Rímini (Italia)          | Medalla de bronce  | Individual         |
| 2024               | Guimarães (Portugal)     | Medalla de oro     | Equipo             |
| 2024               | Guimarães (Portugal)     | Medalla de plata   | Individual         |